# 1954년 대한민국
이 문서는 1954년 대한민국에서 일어난 사건을 다룬다.

## 재임자
- 대통령 : 이승만
- 부통령 : 함태영

## 사건
- 1월 18일 - 독도에 한국영토표지를 설치하다.
- 3월 21일 - 한국 표준시가 동경 127도 30분을 기준으로 30분 환원됨.
- 4월 24일 - 인하공과대학 개교.
- 5월 22일 - 대한민국 정부, '한국통일에 관한 14개 원칙案' 발표.
- 8월 1일 - 《이창》 개봉.
- 8월 15일
  - 독도 등대를 점등하다.
  - 대한민국 정부, 전국 댄스홀에 폐쇄령.
  - 경부선 급행열차 통일호 개통(운행시간 9시간 30분)하다.
- 9월 15일 - 3종의 독도 우표 발행.
- 11월 27일 - 대한민국, 개헌안 국회표결.
- 11월 29일 - 대한민국, 사사오입 개헌 실시.
- 12월 15일 - 대한민국 최초의 민영 방송 CBS 개국.
- 대한민국의 김포국제공항 사용이 허가되다.

## 탄생
- 1월 1일 - MC,아나운서 왕종근.
- 1월 18일 - 프로듀서 이호연.
- 1월 30일 - 가수 유현상(백두산).
- 2월 22일 - 가수 김창완.
- 3월 19일 - 전 축구 선수, 현 축구 감독 조광래.
- 3월 26일 - 가수 전영록.
- 3월 29일 - 전 야구 선수, 현 야구 코치 임광수.
- 4월 1일 - 소설가, 영화감독 이창동.
- 4월 10일 - 정치인 정운천.
- 4월 27일 - 가수 구창모.
- 5월 19일 - 프리랜서 아나운서 원종배.
- 5월 20일 - 기업가 김헌태.
- 5월 23일 - 프로 야구 감독 김재박.
- 6월 22일 - 희극인 이홍렬.
- 7월 15일 - 희극 배우 최영준.
- 7월 17일 - 독일의 정치가 앙겔라 메르켈.
- 7월 26일 - 대학 총장 황선혜.
- 8월 18일 - 전 축구 선수, 현 축구 행정가 조영증.
- 9월 4일 - 가수 전인권.
- 10월 9일 - 성우 권혁수.
- 10월 10일 - 가수 정태춘.
- 10월 13일 - 성우 안소연.
- 12월 2일 - 정치가 천정배.
- 12월 5일 - 정치가 홍준표.

## 같이 보기
- 1954년 대한민국의 영화 목록